# آرایبکی
آرایبکی (به لاتین: Araibeki) یک روستا در بنگلادش است که در استان باریسال و در ناحیه باریسال واقع شده است.